# Benny Wendt
Benny Wendt (Norrköping, 1950. november 4. –) svéd válogatott labdarúgó.

## Pályafutása

### A válogatottban
1972 és 1978 között 20 alkalommal szerepelt a svéd válogatottban és 1 gólt szerzett. Részt vett az 1978-as világbajnokságon.

## Sikerei, díjai
IFK Norrköping
- Svéd kupa (1): 1969

Kaiserslautern
- Nyugatnémet kupadöntős (1): 1981

Standard Liège
- KEK-döntős (1): 1981–82
- Belga bajnok (2): 1981–82, 1982–83
- Belga szuperkupa (1): 1981